# Tympanota podocarpi
Tympanota podocarpi är en fjärilsart som beskrevs av John S. Dugdale 1980. Tympanota podocarpi ingår i släktet Tympanota och familjen mätare. Inga underarter finns listade i Catalogue of Life.